# Rafael Pedrosa
Rafael Pedrosa (nombre artístico de Eutiquio Pedrosa Arnaiz;  Villatoro, Burgos, 11 de marzo de 1929-Burgos, 29 de enero de 2017) fue un torero español. Fue el creador de un farol llamado, en su honor, pedrosina.

## Carrera taurina
Hizo sus primeros estudios en su pueblo natal y posteriormente cursó el bachillerato en el Instituto Cardenal López de Mendoza de Burgos. Desde muy joven sintió la vocación taurina. Con el nombre de El Chico de Villatoro debutó a los 19 años en la plaza de toros de San Sebastián, el Chofre (18 de julio de 1948). Su primera corrida con picadores fue en la plaza La Chata de Vista Alegre de Carabanchel, en 1952, y tomó la alternativa en la plaza de toros de León el 23 de junio de 1957. Confirmó su alternativa en 1958 en la plaza de toros de Las Ventas de Madrid, con los toreros Juan Bienvenida y José María Recondo como padrinos.
A partir de entonces toreó en plazas de primera categoría y triunfó en Barcelona o Bilbao, hasta su retirada en 1964, en la feria de Fréjus, Francia.

## Estilo, influencia posterior y homenajes
Se le considera un torero de estilo clásico. Fue un hombre culto y tuvo amistades entre intelectuales y artistas, como con el pintor Luis Sáez. Inventó un quite de capote a la espalda llamado pedrosina o de los faroles invertidos. Posteriormente lo practicaron también los hermanos Juan Antonio y Luis Francisco Esplá, El Juli o César Jiménez.
Una escultura de hierro, obra de Cristino Díez, le conmemora en el Coliseum de Burgos (sede de la última plaza de toros de la ciudad).